# フゴッペ洞窟
フゴッペ洞窟（フゴッペどうくつ）とは、北海道余市町栄町の通称「丸山」中腹にある続縄文時代の遺跡。1953年（昭和28年）11月14日、国の史跡に指定された。日本列島に700以上ある洞窟遺跡のうち、近隣の手宮洞窟（小樽市）と2カ所のみで現存確認されている岩面刻画で知られる。フゴッペ（畚部）は栄町の旧村名。

## 概要

### 立地
日本海の海岸から南方約250メートルに立地し、通称「丸山」と呼ばれる砂岩質よりなる小丘陵の東方に面した岩陰遺跡である。余市水産博物館が管理している。

### 発見と調査
1950年（昭和25年）、札幌市から小樽市蘭島へ海水浴に来たS・O（当時は札幌市内の公立中学校3年生）が、西に1.5キロメートル離れた丸山に足を延ばして洞窟を発見した。
北海道札幌南高等学校（南高）郷土研究部に属していた兄のI・Oから、丸山に「畚部古代文字」の遺跡があると聞いていたためである。
弟から連絡を受けた兄も現地を確認した。農家が斜面から畑用の土を採ったところ、洞窟が現れたと伝わる。O兄弟は郷土研究部顧問の島田善三に知らせ、南高が発掘に乗り出し、同年暮れまでに土器などを見つけた。フゴッペ洞窟を有名にした岩面刻画は、後で入った別のチームが発見した。先行かつ正式な手続きを踏んだ南高に対して、鳶があぶらあげをさらうようなもの（『北海タイムス』）といった批判が起き、論争となった。正式な発掘調査は、島田から相談された北海道大学助教授の名取武光を団長とする調査団が1951年（昭和26年）および1953年（昭和28年）に実施した。O兄弟のほか考古学、人類学、地質学の専門家が参加した。

### 遺跡概要

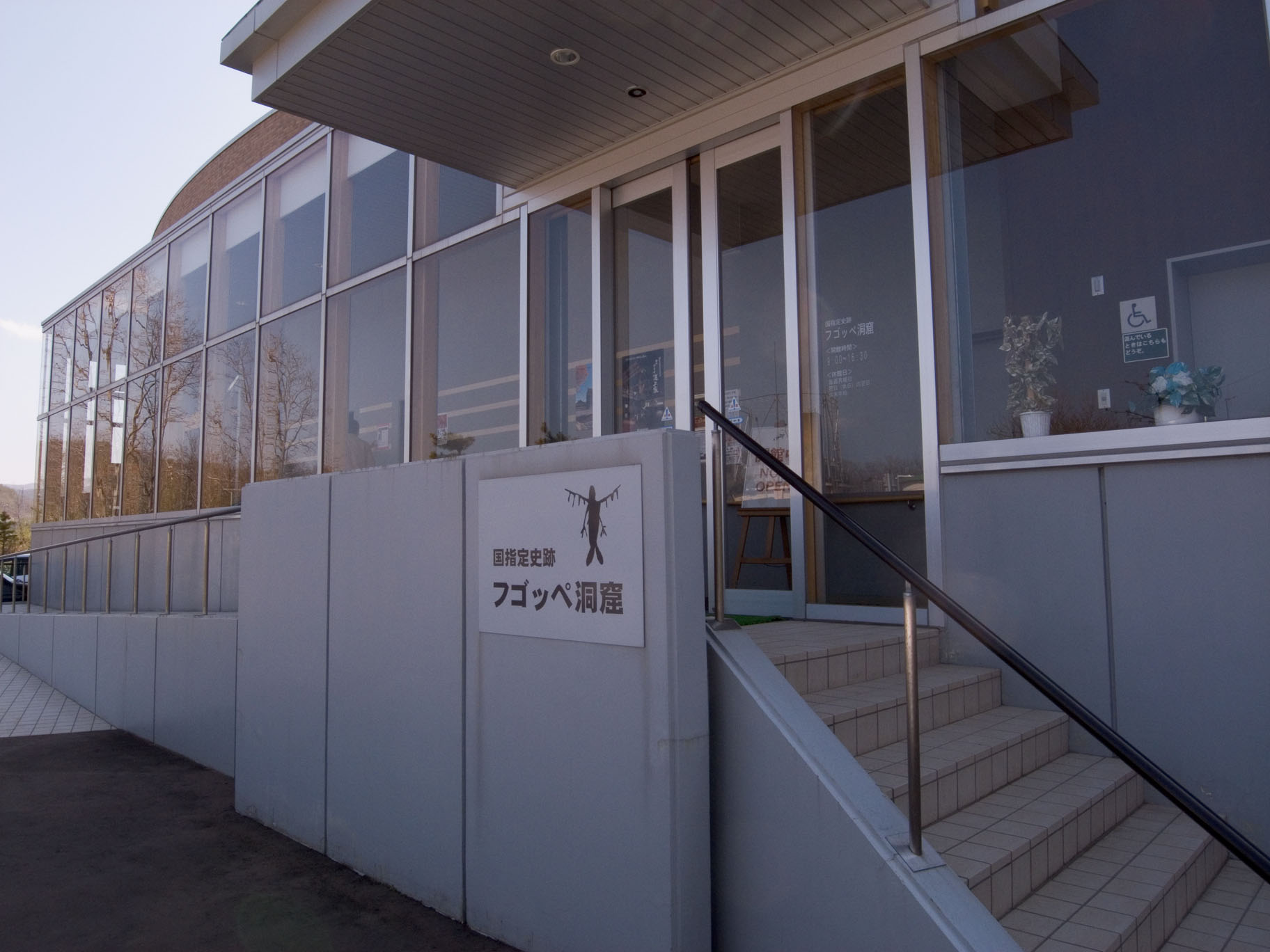
フゴッペ洞窟の保護展示施設
洞窟の開口部を完全に覆うように建設されている。

現在公開されている洞窟の範囲は、幅が約5メートル、奥行が約6メートル、高さは約7メートルで、西・北・南の壁面に、800以上の、人や動物、舟を描いたとみられる刻画が彫られている]。図は当初200個程度と数えられていたが、その後、800個近くが確認された。
人物や動物、船などを象徴したものと推定されるものが多く、他に列点もあり、呪術的な性質を有するものと考えられている。
アムール文化との関連性が言われているが詳細は不明である。
洞窟には厚さ約7メートルの遺物包含層があり、薄手の土器（続縄文土器）、石器、骨角器等が出土している。 
貝殻や占い用と推測される獣骨（卜骨）も見つかっており、それによれば現在遺跡周辺に生息しているものとの違いはみられなかった。 
1972年（昭和47年）から現在に至るまで、刻画は、カプセル方式の施設により保護・展示され、一般に公開されている。内部は撮影禁止。

## 「フゴッペ遺跡」
「フゴッペ洞窟」ではなく「フゴッペ遺跡」と呼ばれる場合には、昭和2年に鉄道工事中に発見された古代文字様の壁画と石偶を表す場合があるので、混同しないよう注意が必要である。
第二次世界大戦前に発見されたフゴッペの遺跡は『小樽新聞』昭和2年11月14日によると、鉄道工事作業員の宮本義明によって発見された。鉄道敷設に際してフゴッペの丸山を掘削して2つに分けたのだが、その壁面に古代文字のような壁画と石偶のようなものが出現し話題となった。
違星北斗の論文はこの「古代文字」について論じたものである。
この古代文字に関しては小樽高等商業学校の西田彰三教授によって「この遺跡はアイヌのものである」と発表されたが、アイヌ出身である違星北斗による「この遺跡はアイヌのものではない、現代人によるニセモノではないか」という反論が、同じく『小樽新聞』に掲載された｢疑ふべきフゴツペの遺跡」である。
小樽文学館の展示物によると『小樽新聞』では発見は大正14年であるとなっているようだが、昭和2年の間違いであろうと思われる。
戦前の『余市郷土誌』では周辺の農夫が客土用の土を採取している際に発見となっているようだがこれも疑わしい。
北斗の「フゴッペの遺跡」と国の史跡に指定された「フゴッペ洞窟」は厳密にいえば異なるものであるが、北斗の論文には遺跡の場所、函館本線からの距離、周囲の状況が明示されている。
まさしく現在の｢フゴッペ洞窟」の裏側の壁面であり、2つの遺跡にまったく関連性がないとは考えにくい。
現在戦前のフゴッペの壁画は現存しない。
違星北斗同様、金田一京助も戦前のフゴッペ壁画がニセモノであると断定し、昭和天皇に尋ねられた際にも知人のアイヌが少年時代に描いたイタズラ書きであると伝えたという。

## 関連文献
- 『フゴッペ洞窟・岩面刻画の総合的研究』小川勝編 中央公論美術出版、2003年12月 ISBN 4-8055-0460-9
- 『フゴッペ洞窟 : 謎の刻画』峰山巌文、掛川源一郎写真 六興出版、1983年3月 国立国会図書館書誌ID:000001610625
- 『フゴッペ洞窟』フゴッペ洞窟調査団編 ニュー・サイエンス社、1970年 国立国会図書館書誌ID:000001215147